# 그린 크로스의 비극
그린 크로스의 비극(스페인어: Tragedia de Green Cross)은 1961년 4월 3일 마케우에 공항에서 출발하여 로스 세리요스 공항 행 LAN 칠레 항공 210편으로 운항되는 DC-3가 추락하고 2015년 1월에 안데스 산맥에서 기체가 발견된 사고이다.
사고기에 타고 있던 승객은 코파 칠레에 출전한 클루브 데 데포르테스 그린 크로스 선수 8명, 직원 2명이 포함되어 있었다. 추모를 위해 그 해 코파 칠레는 코파 칠레 그린 크로스라고 명명되었다.